# Ремонт свердловин

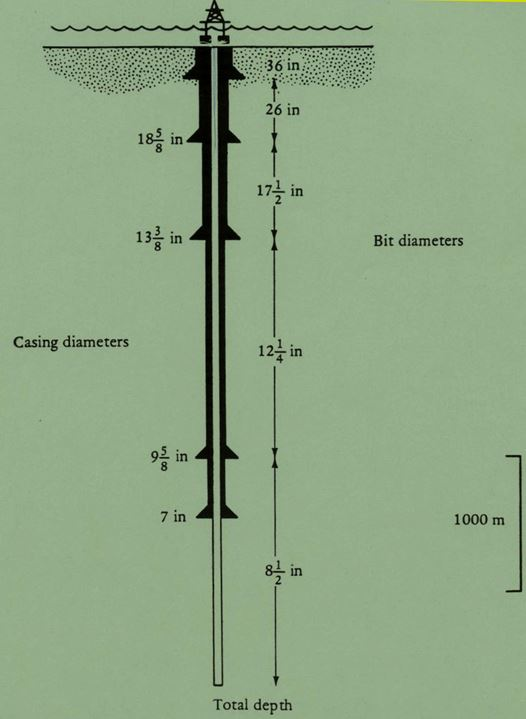

Ремонт свердловин (рос. ремонт скважин; англ. well workover, well bog repair; нім. Bohrlochreparatur f) — комплекс технічних заходів, спрямованих на відновлення робочого стану свердловин.

## Зумовлюючі чинники
Р.с. зумовлюється такими чинниками:
- а) необхідністю обладнання свердловин експлуатаційним устаткуванням з метою експлуатації;
- б) потребою планових періодичних зупинок у ході тривалої експлуатації для профілактики устаткування, зміни режиму роботи, способу експлуатації чи призначення свердловини, проведення геолого-технічних заходів з метою підвищення продуктивності свердловини;
- в) необхідністю відновлення нормальної роботи за наявності різних ускладнень (відкладання солей, парафіну, асфальтено-смолистих речовин, водопрояви, утворення гідратів, корозія тощо);
- г) вимогами технології раціональної розробки родовища, покладу чи пласта;
- ґ) невідповідністю конструкції свердловини умовам експлуатації та розробки родовища, вимогам з охорони надр і довкілля;
- д) невідповідністю дебіту нафти, газу, вмісту води в продукції та їх змін параметрам продуктивного пласта стосовно видобувних свердловин і приймальності, тиску запомповування та їх змін параметрам пласта стосовно нагнітальних свердловин;
- е) виникненням аварійних ситуацій чи аварій, що пов'язані із свердловинним устаткуванням, дослідними приладами тощо. Після закінчення буріння свердловину обладнують експлуатаційним устаткуванням.

## Загальна характеристика ремонтних робіт

Розміщення обладнання під час підземного ремонту свердловини
1 — тракторний підйомник; 2 — канат; 3 — упор для трактора; 4 — містки; 5 — відтяжний ролик; 6 — труба; 7 — елеватор; 8 — штропи; 9 — гак; 10 — талевий блок; 11 — вежа; 12 — кронблок

Нові нафтові свердловини, як правило, експлуатують фонтанним способом. Для цього у свердловину опускають колону піднімальних труб (у випадку необхідності — з пакером, якорем і клапаном-відсікачем), а на гирлі встановлюють фонтанну арматуру. У ході експлуатації свердловин можуть мати місце відкладання парафіну, піску, солей, що потребує необхідності виконання ремонтних робіт. Окрім цього може виникнути потреба витягнути обірвані насосно-компресорні труби (НКТ), дріт і прилади, що використовуються під час глибинних вимірювань тощо. Після закінчення періоду фонтанної експлуатації здійснюють ремонтні роботи з переведення свердловини на механізований спосіб видобування (газліфтний чи насосні).
Стосовно газліфтного способу до названих ремонтних робіт, які виконуються в процесі фонтанної експлуатації і які пов'язані з підтримуванням колони піднімальних труб у роботопридатному стані та необхідного режиму відбирання продукції, додаються ще й роботи по встановленню та заміні газліфтних клапанів (як канатним методом, так і шляхом піднімання труб). Насосна експлуатація здійснюється з використанням складнішого устаткування (з рухомими його частинами), а це зумовлює появу нових причин ремонту.
У процесі штангово-насосної експлуатації є необхідність у встановленні та заміні зношеного штангового свердловинного насоса (ШСН) чи його окремих вузлів, у встановленні різних захисних пристроїв (газових і пісочних якорів, механічних шкребків тощо) та очищенні пісочних якорів, в усуванні обривів штанг, відкладів парафіну, піску, солей, заклинювань плунжера тощо. Піднімальні труби, як і колона насосних штанг, протягом подвійного ходу головки балансира то вкорочуються, то видовжуються, оскільки тиск стовпа рідини передається почергово на штанги і труби. У свердловинах глибиною до 1000—1500 м видовження становлять для штанг десятки сантиметрів, а для труб — одиниці. Відповідні їм поздовжні переміщення є максимальними для нижнього кінця труб і зменшуються з наближенням до його верхнього, нерухомо закріпленого кінця. У такому разі в місцях дотикання витирається і зовнішня поверхня колони піднімальних труб, i внутрішня поверхня експлуатаційної колони. Нагнітальні і всмоктувальні клапани в процесі роботи насоса зношуються через удари кульки до його сідла та діяння потоку пластової рідини. Тому підвищенню довговічності клапанів, як і штанг, сприяє зменшення кількості подвійних ходів плунжера (за рахунок збільшення довжини його ходу).
У процесі електровідцентрово-насосної експлуатації ремонт може бути зумовлений необхідністю витягування внутрішньосвердловинного устаткування через електричний пробій ізоляції кабелю чи її механічного пошкодження, потреби профілактичного поповнення запасу мастила в гідрозахисті, заклинення робочих коліс електровідцентрового насоса (ЕВН) внаслідок відкладання солей чи зносу їх опор, необхідності заміни або очищення газових чи пісочних якорів.
Під час експлуатації газових свердловин можуть відбуватися накопичення рідини (води, нафти, газоконденсату) і піску на вибої, утворення гідратних пробок, соляні відкладання, накопичення газоконденсату в привибійній зоні, абразивне зношування колони труб піском, відкручування частини колони ліфтових труб. Перед початком експлуатації нагнітальної свердловини або під час переведення експлуатаційної свердловини на нове призначення її вибій добре промивають і обробляють зону фільтра (наприклад, кислотним розчином) для забезпечення достатньої приймальності. У ході експлуатації нагнітальних свердловин часто відбувається зменшення приймальності через кольматацію фільтраційних каналів завислими частинками запомповуваного потоку, корозійне зношування устаткування тощо.
Окрім цього, часто є потреба збільшити чи відновити продуктивність (приймальність) свердловини, усунути дефекти в експлуатаційній колоні і цементному кільці, усунути аварії тощо. А це вимагає зупинки свердловини. У ході розробки родовища фонд свердловин «старіє», зростає обводненість видобувної продукції, збільшується частка механізованого фонду свердловин. На родовищах, які знаходяться на пізніх стадіях розробки, до 90 — 95 % об'ємів нафти і газу видобувається із старих свердловин, а механізований видобуток нафти сягає понад 75 %. Це зумовлює частий вихід свердловин із експлуатації, зростання кількості поточних і капітальних ремонтів. Однотипні роботи у свердловинах старого і нового фондів різні за складністю і вартістю. Чим більший час минув з моменту введення свердловини в роботу, тим більше зростають витрати на капітальний ремонт одної свердловини. Причини ремонту визначаються як природними і технологічними умовами, так і способом експлуатації чи призначенням свердловин, тривалістю їх використання.
При роботах, пов'язаних з обертанням колони труб (наприклад, розбурювання цементу) над гирлом свердловини встановлюють ротор.
У загальному балансі часу експлуатації свердловин підземні ремонти займають у середньому 2 – 3 %. 
Експлуатаційні вежі зазвичай мають висоту 24 і 28 м, а вантажопідйомність 50 і 75 т.
Щогли мають висоту 15 і 22 м і вантажопідйомність, відповідно, 15 і 25 т. Щогла встановлюється над гирлом свердловини з невеликим кутом нахилу і закріплюється відтяжками.
Пересувні щогли встановлюються на спеціальних візках і транспортуються до свердловин трактором.
У підйомниках, що мають власну щоглу, транспортною базою є трактори і автомобілі. Такі підйомники мають вантажопідйомність від 16 до 80 т.
Для спуску і піднімання зі свердловини труб застосовується комплект інструментів, що складається із трубних елеваторів, ключів та різних пристроїв, що прискорюють ведення робіт і забезпечують їх безпеку.
Трубні елеватори служать для захоплення труб під муфту та утримування колони труб у підвішеному стані при спуску і підйомі їх у свердловину.
Для згвинчування і розгвинчування труб застосовують ланцюгові і шарнірні ключі.
Будь-який ремонт у свердловині супроводжується підйомом і спуском труб. Такі роботи називають спуско-піднімальними операціями. Залежно від характеру підземного ремонту спуско-піднімальні операції займають від 40 до 80 % часу, що витрачається на ремонт, тобто вони визначають загальну тривалість підземного ремонту.
Труби зі свердловин піднімають після демонтажу гирлової арматури.
Для полегшення основних трудомістких робіт при спуско-піднімальних операціях широко застосовують автомати підземного ремонту (АПР).
Автомат АПР із застосуванням комплексу спеціальних інструментів дозволяє здійснювати такі операції:
1) автоматичне захоплення та утримання колони труб у спеціальному клиновому захопленні або спайдері;
2) механічне згвинчування і розгвинчування труб;
3) автоматичне обмеження зусилля згвинчування;
4) автоматичне центрування колони труб у свердловині.
Для полегшення праці персоналу під час проведення окремих операцій з підземного ремонту свердловини використовують різні пристосування малої механізації: напрямні воронки для труб, лотки або санки для затягування труб на містки, вилки для підтягування труб, переносні столики для ручного інструменту тощо.

### Заключний комплекс робіт при поточному ремонті свердловин
Включає роботи, які виконуються після опускання свердловинного експлуатаційного обладнання. Він містить у собі збирання гирлової арматури, очищення арматури, ремонтного обладнання й інструменту від різних відкладів, демонтаж комплексу ремонтного обладнання, пуск свердловини, очищення території робочої зони від зайвих предметів, вирівнювання території. Додатково після капітального ремонту свердловин виконуються ще роботи по шаблонуванню колони перед опусканням устатковання електровідцентрового насоса чи газліфтного обладнання, заміні технологічних насосно-компресорних чи бурильних труб (НКТ) на експлуатаційні НКТ, монтажу і опусканню свердловинного експлуатаційного обладнання, освоєнню свердловини, вивезенню відпрацьованих рідин і труб.

## Окремі види ремонту свердловин
Ремонт свердловин планово-запобіжний (рос. планово-предупредительный ремонт скважин; англ. preventive maintenance of a well, нім. planmässige profilaktische Sondenreparatur f) — ремонт свердловин з ревізії і заміни насосів, клапанів та іншого устаткування, усування негерметичності насосно-компресорних труб, піщаних і гідратних пробок, відкладів парафіну і солей; ці ремонти, виходячи із доцільності, здійснюють, як правило, в разі зниження початкового дебіту на 30—40 %.
Ремонт свердловини відновлювальний (рос. ремонт скважины восстановительный; англ. well reconditioning; нім. Rekonstruierungreparatur f der Sonde) — поточний ремонт свердловини, призначений для усунення несправностей у поверхневому і підземному обладнанні, які пов'язані з раптовим порушенням режиму експлуатації свердловини.
Ремонт свердловин підземний — 1. Прикладна наукова і навчальна дисципліна, яка вивчає основи, технологію, технічне і матеріальне забезпечення процесів ремонту підземного (експлуатаційного внутрішньосвердловинного) обладнання і свердловин як споруд. 2. Ремонтні роботи, які здійснюються у свердловинах i скеровані на встановлення свердловинного (підземного) обладнання та підтримування свердловин у справному стані. В залежності від складності робіт П.р.с. підрозділяють на поточний i капітальний. У промисловій практиці часто під терміном «підземний ремонт свердловин» розуміють тільки поточний ремонт.
Ремонт свердловин поточний (підземний) — комплекс робіт, який пов'язаний із підтримуванням свердловинного обладнання в роботопридатному стані i заданого режиму роботи свердловин. До поточного ремонту відносяться роботи: 1) оснащення свердловини підземним обладнанням при введенні в експлуатацію чи зміні способу експлуатації; 2) забезпечення оптимізації режиму експлуатації; 3) відновлення роботопридатності свердловинного i гирлового устаткування; 4) очищення i промивання підіймальної колони i вибою від парафінових відкладів, солей, гідратних i пісчаних пробок. Серед цього комплексу можна виділити роботи: 1) планово-попереджувальні — ревізія i заміна насосів, клапанів та іншого обладнання, ліквідація негерметичності насосно-компресорних труб, пісчаних i гідратних пробок, відкладів парафіну i солей; 2) вимушені — ліквідація обривів чи відгвинчувань штанг, полірованого штока, пошкоджень кабелю; 3) технологічні — зміна обладнання на інший типорозмір, переведення на інший спосіб експлуатації, встановлення нового чи дослідного устаткування. У даний час із кожних 100 підземних ремонтів на фонтанні свердловини припадає 2, на штангово-насосні — 58 (із них з причини обривання штанг — 30, з причини виходу із ладу штангового насоса — 25), на відцентровонасосні свердловини — 40, на решту — 2 ремонти. Середня тривалість ремонтів у годинах складає: при зміні електровідцентрового насоса — 45, штангового насоса — 40, при ліквідації обриву чи відгвинчування штанг — 24, обриву труб — 86, при переводі на інший спосіб експлуатації — 48. Середня тривалість підземного ремонту складає 21 год.
Поточні ремонти в залежності від глибини, на яку опущено у свердловину обладнання, та видів виконуваних робіт розділяють на дві категорії складності ремонту. Перша категорія на відміну від другої включає простіші види ремонту, а також складніші роботи при невеликих глибинах опускання обладнання (до 700—1600 м в залежності від виду робіт). Поточний ремонт свердловин являє собою частину технології видобування нафти i газу, витрати на яку включаються в собівартість продукції.

## Кількість ремонтів свердловин
Можлива кількість ремонтів свердловин  (рос. ремонтов скважин возможное количество; англ. possible amount of well remedial work, нім. eventuelle Zahl f der Bohrlochreparaturen) — плановий показник, що характеризує кількість поточних ремонтів, які можна виконати тією кількістю бригад, що є на підприємствах, і визначається за формулою:
Рм = з / τ,
де з — очікуваний баланс календарного часу роботи бригад поточного ремонту свердловин у плановому році; τ — середня тривалість одного поточного ремонту.

### Планова кількість ремонту свердловин
Необхідна (планова) кількість ремонтів свердловин (рос. ремонтов (текущих)  скважин необходимое (плановое) количество; англ. planned amount of well remedial work, нім. (planmässige) eventuelle Zahl f der Sondenreparaturen) — плановий показник, що стосується поточних ремонтів свердловин і визначається за формулою: , де Фе. пл — запланований експлуатаційний фонд свердловин за видами обладнання; n — кількість видів обладнання; k — коефіцієнт частоти ремонтів свердловин.

## Оперативно-технологічна служба ЦПРС
Оперативно-технологічна служба ЦПРС (рос. оперативно-технологическая служба ЦТРС; англ. maintenance service of a well current repair shop, нім. operativ-technologischer Dienst m) — служба цеху поточного ремонту свердловин (ЦПРС), яка на основі замовлень майстрів і керівництва ЦПРС оперативно складає графік технологічного обслуговування бригад ПРС (глушіння свердловин, завезення і вивезення труб, штанг та іншого устаткування, роботи виїзної ланки по ремонту устаткування та інструменту бригад ПРС та інші роботи), приймає по радіотелефону відомості від бригад ПРС про стан робіт, веде оперативну карту обліку робіт, облік виходу транспорту.

## Обладнання, яке використовується при підземному ремонті свердловин
Практично всі роботи з підземного поточного та капітального ремонту супроводжуються спуском у свердловину і підйомом з неї труб, штанг та різних інструментів. Тому одним з основних видів обладнання, яке встановлюють над гирлом свердловин при підземному ремонті, є підіймальні споруди (стаціонарні вишки, двоногі щогли й екліпси) і механізми та спеціальний інструмент (механічні ключі для згвинчування і розгвинчування труб та штанг, елеватори, вертлюги й інші пристосування).
Для ремонтних робіт широко використовують пересувні комплекси підіймального обладнання зі складною вишкою на шасі автомобілів високої прохідності й тракторах, а також колтюбінгові установки. У промисловій практиці підіймальною установкою (або агрегатом) прийнято називати обладнання, що складається з вежі, підйомника, талевої системи та інших допоміжних елементів. Це обладнання призначено для виконання поточних ремонтних робіт, які не потребують розбурювання цементу і пробок, інтенсивних промивань під високим тиском та інших складних операцій. При складних роботах використовують підіймальне обладнання, котре, крім підіймальних агрегатів, уключає насосні установки, ротор, вертлюг та інші пристосування.
Як підіймальні пристрої для спуско-піднімальних операцій з укладанням труб і штанг на містки застосовують агрегати «Азінмаш-37А», «Азінмаш-43А», «Бакинець-3М», УПТ1–50 та ін.
Агрегат «Азінмаш-37А» змонтований на шасі автомобіля КрАЗ, має лебідку, вишку висотою 18 м з талевою системою вантажопідйомністю до 32 т. Він забезпечений автоматами АПР-ГП і АШК-Т для згвинчування й розгвинчування труб і штанг. Привід обладнання агрегату — від двигуна автомобіля.
Агрегат «Азінмаш-43А» являє собою тракторну модифікацію агрегату «Азінмаш-37А».
Устатковання тракторне піднімальне УПТ1–50 змонтовано на гусеничному тракторі Т–130Г–1, призначено для проведення спуско-піднімальних робіт з насосно-компресорними та бурильними трубами, насосними штангами в процесі поточного і капітального ремонтів свердловин.
Воно складається з таких основних вузлів: шестишвидкісної коробки передач, однобарабанної лебідки, телескопічної вежі з талевою системою, гідравлічної, пневматичної й електричної систем управління, вузла привода ротора та інших допоміжних механізмів (рис. 4.20). Під час установлення i знімання вежі управління здійснюється з ручного виносного пульта, а в процесі спуско-піднімальних операцій — з кабіни водія. Загальне компонування основних вузлів устаткування відповідає компонуванню агрегату Азінмаш-43А. Агрегат УПТ1-50 характеризується вищими основними параметрами, зокрема: висота від землі до осі кронблока 19 м, вантажопіднімальність 500 кН i т. п.
Складні види робіт з насосно-компресорними й бурильними трубами при освоєнні, капітальному і поточному ремонті свердловин з розбурюванням цементних пробок виконують за допомогою агрегатів «А-50-У», комплексу обладнання «КОРО-80» та іншого обладнання.
Агрегат «А-50-У» зібраний на шасі автомобіля КрАЗ-257 (рис. 4.21). Він призначений для спуско-підіймальних операцій з бурильними і насосно-компресорними трубами при поточному й капітальному ремонті свердловин, у процесі бурових робіт з промиванням свердловин. Максимальна вантажопідйомність агрегату на гаку — 50 т, найбільший тиск на викиді насоса — 16 МПа, продуктивність при тиску 6 МПа близько 10 л/с.
Комплекс «КОРО-80» складається з підіймальної установки УПА-80 (вантажопідйомність на гаку — 80 т), змонтованої на шасі автомобіля МАЗ-537, насосного блока на причепі, пересувних містків з робочою площадкою та інструментальним візком, ротора і вертлюга. Установка забезпечена автоматом АПР-ГП для розгвинчування й згвинчування насосно-компресорних труб і ключем КГП для операцій з бурильними трубами. Підіймальна установка УПА-80 має привід від двигуна автомобіля, а насос — від трансмісійного вала лебідки через карданний вал.
Перспективним напрямом застосування спеціалізованого обладнання для газонафтової промисловості нині є колтюбінґ. У колтюбінгових установках (рис. 4.22) використовуються гнучкі безперервні труби, які замінюють традиційні збірні бурильні труби при роботах усередині свердловин. Такі труби завдяки своїй гнучкості здатні надати доступ навіть у бічні й горизонтальні стовбури, крім того, не потрібно виконувати операції зі збирання і розбирання бурильної колони.
Колтюбінг широко використовується в технологічних, а також ремонтно-відновлювальних роботах, котрі виконуються на нафтових, газових і газоконденсатних свердловинах.
Обладнання установки колтюбінгу змонтоване на шасі автомобіля чи автомобільному напівприцепі. До складу обладнання входять, крім колони гнучких труб, інжектор та лубрикатор, блок превенторів, які під час роботи монтують на гирлі свердловини.
Колтюбінґові установки можуть працювати без глушіння свердловини з герметизацією гирла до тиску 70 МПа.
Для механізації поточних, профілактичних і капітальних ремонтів обладнання та свердловин застосовують комплекс пристроїв — агрегати АРОК для технічного обслуговування й ремонту верстатів-качалок, штанговози для транспортування штанг АПШ та труб 2ТЭМ, агрегати «Азінмаш-48» для змащення верстатів-качалок, агрегати АНР-1 для наземного ремонту обладнання, установки для перевезення і перемотування кабелю, агрегати ПАРС для підготовчих робіт при ремонті свердловин та ін.
На промислах широко застосовують ремонт свердловин з використанням інструменту, який спускається на тросі, що дає змогу виконувати деякі види ремонту без вилучення насосно-компресорних труб (ловильні роботи, видалення парафінових кірок і солей із стінок НКТ, регулювання й виймання пускових та робочих клапанів).
При роботі з легкими інструментами (желонки при чищенні пробок, поршні при поршнюванні, короткі колони насосних штанг і т. ін.) канат від барабана лебідки перекидають через один ролик на кронблоці безпосередньо до інструменту, який підвішують, або до гака. При цьому система працює без застосування талей.
При роботах, пов'язаних з обертанням колони труб (наприклад, при розбурюванні цементу) над гирлом свердловини, як і при бурінні, встановлюють ротор.
Вишки встановлюють на бутобетонних чи дерев'яних фундаментах, а для стійкості зміцнюють відтяжками зі сталевого каната, що з'єднуються з якорями, закріпленими в ґрунті.
Для обслуговування кронблока (монтаж, демонтаж, оснащення талевої системи, змащення) вишки забезпечуються маршовими сходами.
При експлуатації неглибоких свердловин установка громіздких вишок недоцільна, тому над такими свердловинами встановлюють легкі, як правило, двоногі щогли.

### Піднімальне устаткування
Самохідні устаткування, які змонтовані на шасі автомобіля або на гусеничному тракторі, призначені для проведення ремонтних робіт у свердловинах і включають вежу, лебідку, талеву систему та ін.

## Якість виконáння підзéмного ремóнту свердловини
Ступінь цінності робіт з позицій господарської діяльності, що характеризується успішністю, технологічною та економічною ефективністю. Якість ремонтних робіт при прийманні-здачі свердловини оцінюється на основі досліджень, які здійснюються в ході виконання ремонтних робіт та в період освоєння i подальшої експлуатації свердловини після ремонту, за дебітом i складом продукції для видобувних свердловин та приймальністю i тиском закачування для нагнітальних свердловин. Освоєння свердловин, окрім електровідцентровонасосних, здійснює виконавець ремонтних робіт. У ході освоєння свердловин встановлюють наявність, величину i характер припливу та відповідність їх вимогам, які сформульовані в плані на капітальний ремонт свердловини.
При фонтанній експлуатації дебіт i склад продукції свердловини визначають після 24 годин фонтанування, або після одержання із неї рідини постійного складу в об'ємі, який рівний трьом об'ємам свердловини. При механізованій експлуатації свердловини дебіт i склад продукції визначають після 48 годин нормальної роботи, коли подача рідини відбувається без зривів, а динамограма роботи устатковання штангового свердловинного насоса нормальна. Якщо склад продукції не відповідає сформульованим вимогам, то освоєння повинно продовжуватися без участі бригад капітального ремонту свердловин до вилучення із свердловини відповідного об'єму рідини, який встановлюють у залежності від видобувних можливостей свердловини.
Якщо дебіт i склад продукції не відповідають сформульованим вимогам, то виконавець робіт має право здійснити повторні дослідження з визначення якості ремонту. Коли буде встановлено, що роботи виконано неякісно внаслідок помилковості результатів раніше проведених досліджень чи помилковості вибору виду ремонту, то виконаний ремонт вважається не закінченим, а свердловина не підлягає здачі.
Якщо в ході продовження ремонту виконавцем буде доказано, що початковий ремонт був виконаний якісно, то додаткові дослідження i ремонтні роботи включаються в об'єм ремонту i оплачуються замовником. При неякісно здійсненому ремонті з вини виконавця додатковий ремонт проводиться за рахунок коштів виконавця ремонту.
Успішність характеризують коефіцієнтом успішності, що являє собою відношення суми успішних свердловино-операцій до всіх виконаних свердловино-операцій. Ремонт вважається успішним при досягненні поставленої мети або відповідної величини приросту видобутку, об'єму закачуваня, скорочення відбору пластової води i непродуктивного закачування. Напр., успішність ремонту по ізоляції води встановлюють за зниженням обводненості продукції при рості чи збереженні дебіту свердловини по нафті (газу) за умов зіставимих режимів відбирання. Успішність ремонту, що зумовив незначне зниження дебіту свердловини при різкому зменшенні відбору води, може бути обгрунтована тільки економічно.
Технологічна ефективність являє собою в першу чергу натуральний ефект, що виражається для видобувних свердловин приростом кількості видобутої нафти (газу) i зменшенням відбору води, для нагнітальних i поглинальних — збільшенням об'єму корисного i зменшенням об'єму непродуктивного закачувань, для водозабірних — збільшенням дебіту кондиційної i зменшенням припливу некондиційної води. Крім цього вона характеризується також тривалістю ефекту.
Економічну ефективність витрат на видобування нафти (газу) обчислюють за зміною до i після ремонту з урахуванням витрат на виконання самого ремонту.